# Francesco Sansovino

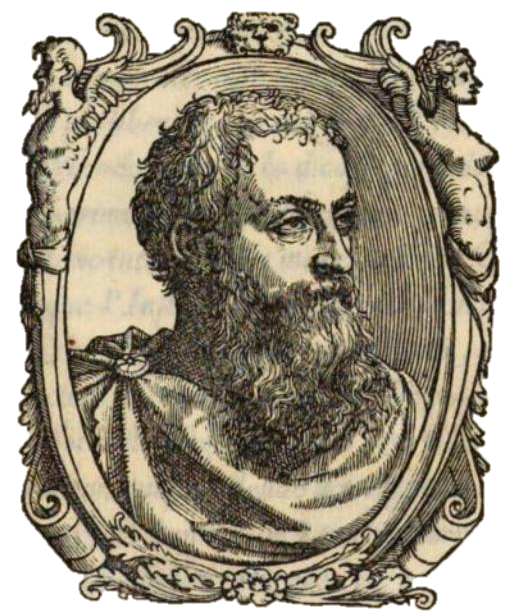
Francesco Sansovino

Francesco Sansovino, eigenlijk Francesco Tatti (Rome, 1512 - Venetië, 1586), was een Italiaans geleerde, schrijver en uitgever.

## Biografie
Sansovino werd geboren als de zoon van de architect Jacopo Sansovino (eigenlijk Tatti) en studeerde te Bologna en Padua en op andere plaatsen. Terug in Rome werkte hij korte tijd voor paus Julius III. Na de Plundering van Rome in 1527 vluchtte hij met zijn vader naar Venetië. Hij bracht er het grootste deel van zijn leven door als een veelzijdig en uiterst productief dichter, vertaler van klassieke werken en auteur van historische en filosofische traktaten waarin hij zijn humanistische ideeën ontvouwde. Sansovino maakte een uitvoerige analyse van het werk van Dante en Boccaccio.

## Bibliografie

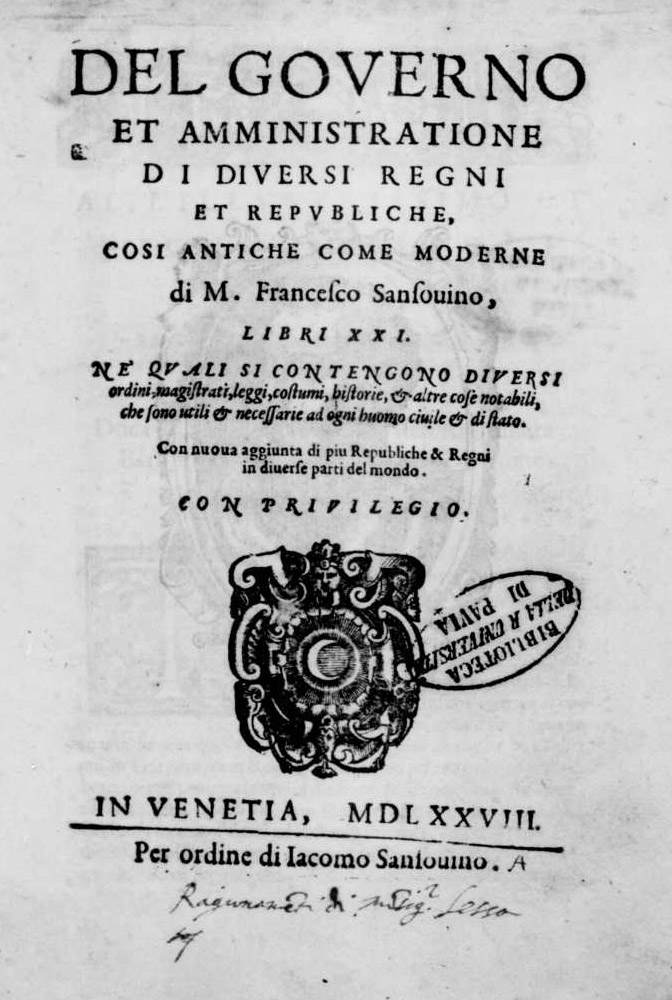
Del governo dei regni e delle repubbliche così antiche come moderne, 1578